# سفارة مصر في قطر
سفارة مصر في قطر هي الممثلية الدبلوماسية العليا لدولة جمهورية مصر العربية لدى دولة قطر. تقع السفارة في الدوحة، وتهدف لتعزيز المصالح المصرية في قطر.